# بابليك إنيمي
بابليك إنيمي هي فرقة هيب هوب أمريكية أسسها تشاك دي وفلافور فلاف في روزفلت بنيويورك في عام 1985. اكتسبت المجموعة شهرة كبيرة بسبب رسائلها السياسية بما في ذلك مواضيع مثل العنصرية الأمريكية ووسائل الإعلام الأمريكية. ألبومهم الأول يو! تم إصدار ألبوم بوم راش ذا شو في عام 1987 وحظي بإشادة النقاد، وكان ألبومهم الثاني إت تيك أ نيشين أوف مليونز تو هولد أس باك (1988) أول ألبوم هيب هوب يتصدر استطلاع رأي نقاد باز آند جوب التابع لمجلة صوت القرية' وألبوماتهم الثلاثة التالية: فير أوف أبلاك بلانت (1990) وأباكوليبس 91... كما حظي فيلم ذا إنمي سترايكس بلاك (1991) وفيلم ميوس سيك إن أور مس إيج (1994) باستقبال جيد. منذ ذلك الحين أصدرت المجموعة اثني عشر ألبوم استوديو آخر، بما في ذلك الموسيقى التصويرية لفيلم الدراما الرياضية لعام 1998 هي غوت غيم وألبوم تعاوني مع باريس ريبيرث أوف أ نيشن (2006).

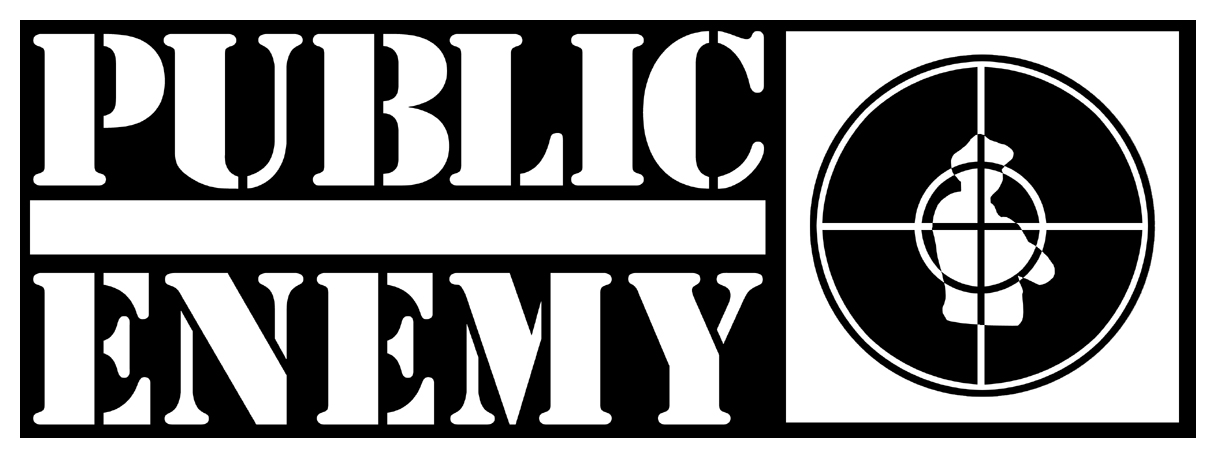
الشعار الرسمي لـبابليك إنيمي

لقد شهدت فرقة بابليك إنيمي العديد من التغييرات في التشكيلة الأساسية على مر السنين مع بقاء تشاك دي وفلاف هما العضوين الثابتين الوحيدين. وقد غادر المؤسس المشارك البروفيسور جريف في عام 1989 ولكنه عاد للانضمام مرة أخرى في عام 1998، قبل أن ينفصل عن الشركة مرة أخرى بعد عدة سنوات. انضم دي جي لورد أيضًا إلى بابليك إنيمي في عام 1998 كبديل لـ الدي جي تيرميناتور اكس الأصلي للمجموعة. وفي عام 2020 أُعلن أن فليفر فلاف قد طُرد من المجموعة. وقد تبين لاحقًا أن طرده كان مجرد خدعة دعائية أطلق عليها اسم "مقلب كذبة أبريل". كما ستقوم بابليك إنيمي بدون فليفر فلاف بالتجول وتسجيل الموسيقى تحت اسم بابليك إنيمي راديو والتي تتكون من تشكيلة تشاك دي وجاهي ودي جي لورد وأس1دبليو أس.
كانت أول أربعة ألبومات لفرقة بابليك إنيمي في أواخر الثمانينيات وأوائل التسعينيات جميعها حاصلة على شهادة ذهبية أو بلاتينية وكانت وفقًا للناقد الموسيقي روبرت هيلبورن في عام 1998 "أكثر الأعمال شهرة على الإطلاق من قبل فرقة هيب هوب". وقد أطلق عليهم الناقد ستيفن توماس إيرلوين لقب "الفرقة الأكثر تأثيرًا وجذرية في عصرهم". كما تم إدخالهم إلى قاعة مشاهير الروك آند رول في عام 2013. وتم تكريمهم بجائزة جرامي للإنجاز مدى الحياة في حفل توزيع جوائز جرامي الثاني والستين.

## إرث الفرقة
قدمت فرقة بابليك إنيمي مساهمات لعالم الهيب هوب من خلال التجارب الصوتية بالإضافة إلى الوعي السياسي والثقافي والذي انعكس في قوافي ماهرة وشاعرية. وقد كتب الناقد ستيفن توماس إيرلوين أن "فرقة بابليك إنيمي أدخلت عناصر من موسيقى الجاز الحرة والهارد فانك وحتى الموسيقى الخرسانية من خلال فريق الإنتاج بمب سكواد، مما أدى إلى إنشاء صوت كثيف وعنيف لا يشبه أي شيء جاء من قبل". وتبنت فرقة بابليك إنيمي موقفًا سياسيًا قويًا مؤيدًا للسود. قبل بيه إي كان الهيب هوب ذو الدوافع السياسية يتم تعريفه من خلال بعض الأغاني التي قدمها آيس تي وجراند ماستر فلاش وفيريوس فايف وكورتيس بلو وبوغي داون برودكشنز. وقد شارك الفنانون النموذجيون جيل سكوت هيرون وآخر الشعراء بآراء أخرى ذات دوافع سياسية. وكانت فرقة بيه إي بمثابة فرقة هيب هوب ثورية كانت صورتها بأكملها تعتمد على موقف سياسي محدد. ومع النجاحات التي حققها ألبوم بابليك إنيمي بدأ العديد من فناني الهيب هوب في الاحتفال بالموضوعات الأفريقية المركزية مثل كوول مو دي وجانج ستار واكس كلان وإريك بي آند راكيم وكوين لطيفة وجنغل برذرز وأ ترايب كولد كويست.
كانت فرقة بابليك إنيمي واحدة من أولى فرق الهيب هوب التي حققت نجاحاً دولياً. ولقد غيرت بيه إي قدرة الإنترنت على توزيع الموسيقى من خلال كونها واحدة من المجموعات الأولى التي أصدرت ألبومات بتنسيق أم بيه 3 فقط وهو تنسيق لم يكن معروفًا تقريبًا في ذلك الوقت.
يستخدم الشاعر وفنان الهيب هوب سول ويليامز عينة من أغنية "ويلكوم تو ذا تيروردوم" لفرقة بابليك إنيمي في أغنيته "تر [ن] إيجر" على ألبوم نيغي تاردست. كما استخدم سطرًا من الأغنية في قصيدته "صخور الجمشت".
ساهمت بابليك إنيمي في إنشاء وتحديد "راب ميتال" من خلال التعاون مع ليفينغ كالر في عام 1988 ("فني فايب") ومع سونيك يوث في أغنية "كوول ثنغ" عام 1990 ومع فرقة الثراش ميتال النيويوركية إنثركس في عام 1991. كما كانت أغنية "برينغ ذا نويز" المنفردة عبارة عن مزيج من كلمات القوة السوداء شبه العسكرية والجيتارات المزعجة والفكاهة المتقطعة. والفرقتان اللتان تعززتا بالاحترام المتبادل والصداقة الشخصية بين تشاك دي وسكوت إيان من أنثراكس قدمتا نوعًا غريبًا من الموسيقى لعشاق الروك، وقامت المجموعتان المختلفتان على ما يبدو بالتجول معًا. لقد أصبح تصريح فلافور فلاف على خشبة المسرح بأن "هذه الجولة لن تحدث أبدًا" (كما سمعت في قرص إنثركسس لايف: ذا آيلاند ييرز سي دي) تعليقًا أسطوريًا في دوائر الروك والهيب هوب. وقد ساهم عازف الجيتار المعدني فيرنون ريد (من ليفينغ كالر) في تسجيلات بابليك إنيمي وقام بيه إي بأخذ عينة من مقطع "إنجل أوف دث" لفرقة سلاير الموجود في منتصف الشوط الأول من أغنية "شي ووتش تشانل زيرو؟!"
أغنية "ريبيت (ستلرز آند سترايبز)" لفرقة مانك ستريت بريتشرز هي عبارة عن ريمكس لخطاب الفرقة المناهض للملكية الذي ألقته فرقة بامب سكواد والتي كان جيمس دين برادفيلد وريتشي إدواردز من كبار معجبيها. الأغنية تأخذ عينة من أغنية "العد التنازلي لأرمجدون" من فيلم إت تيكس أ نيشن أوف مليينز تو هولد أس باك. وكانت الفرقة قد أخذت عينات من بابليك إنيمي في أغنيتها المنفردة "موتاون جانك" عام 1991. ومن بين فرق الروك الأخرى التي ذكرت بابليك إنيمي وبامب سكواد كمؤثرات ماي بلادي فلنتاين ... وتعرفوننا من أثر الموتى والرمال المتحركة
يمكن رؤية التأثير الثوري للفرقة في جميع أنحاء موسيقى الهيب هوب ويتم الاعتراف به في المجتمع والسياسة. لقد "أعادت الفرقة كتابة قواعد الهيب هوب" فغيّرت الصورة والصوت والرسالة إلى الأبد. كما جلبت الكلمات المؤيدة للسود موضوعات سياسية واجتماعية إلى موسيقى الهيب هوب المتشددة مع أفكار مثيرة للمساواة العرقية والانتقام من وحشية الشرطة، والتي استهدفت السود المحرومين من حقوقهم ولكنها جذبت جميع الفقراء والمهمشين. وقبل ظهور فرقة بابليك إنيمي كانت موسيقى الهيب هوب تُعتبر "ترفيهًا عابرًا" مع كلمات مبتذلة جنسية ومعادية للمثليين. وجلبت فرقة بابليك إنيمي أهمية اجتماعية وقوة لموسيقى الهيب هوب. كما ساعدوا في زيادة شعبية الناشط الأسود لويس فراخان وأعطوا الزخم لمسيرة المليون رجل في عام 1995.
قام أعضاء فرقة بامب سكواد بإنتاج أو إعادة مزج أعمال لفنانين آخرين مثل بيل بيف ديفو وآيس كيوب وفانيسا ويليمز وسينييد أوكنور وبلو ماجيك وبيتر غابريل وأل أل كوول جيه وباولا أبدول وياسمين غاي وجودي واتلي وإريك بي آند راكيم وثيرد باس وبيغ دادي كيين وإي بيه أم دي وشاكا كان. وفقًا لتشاك دي "كانت لدينا تعاملات وثيقة مع شركة إم سي إيه ريكوردز وكنا نتحدث عن أخذ ثلاثة رجال متبقين من نيو إيديشن والتوصل إلى ألبوم لهم. وكان الثلاثة هم ريكي بيل ومايكل بيفينز وروني ديفو الذي أصبح فيما بعد بيل بيف ديفو. وكان من المقرر أن يقوم رالف تريسفانت بعمل ألبوم منفرد لسنوات وكان بوبي براون قد غادر نيو إيديشن وشهد بعض النجاح الفردي بدءًا من عام 1988، وكان جوني جيل قد تم تجنيده للتو ليأتي لكنه خرج من مهنة منفردة ويمكنه دائمًا العودة إلى ذلك. وفي إم سي إيه كان هيرام هيكس الذي كان مديرهم ولويل سيلاس الذي كان يدير العرض مثل "يا رفاق، لقد تُرك هؤلاء الأطفال في البرد القارس. هل يمكنكم أن تأتوا بشيء لهم؟" كانت مهمة قمنا بها أنا وهانك وكيث وإريك لمحاولة تقديم نوع من موسيقى الآر أند بي بنكهة الهيب هوب لهم. وبعد ذلك ما حدث في الأسابيع الأربعة من شهر ديسمبر [1989] هو أن فرقة بامب سكواد أخرجت جزءًا كبيرًا من الإنتاج والترتيب لألبوم بيل بيف ديفو والذي حقق ثلاثة ملايين مبيعات بويسن. في يناير [1990] أخرجوا فير أوف أ بلاك بلانت في أربعة أسابيع وأخرجت بيه إي ألبوم آيس كيوب أميريككاز موست وونتد في أربعة إلى خمسة أسابيع في فبراير. " كما أنتجوا مواهب محلية مثل صن أف بازيرك ويانغ بلاك تينإيجرز وليدرز أوف ذا نيو سكول وكينغز أوف برشرس وترو ماثماتكس - ومنحوا المنتج كب كولنز بدايته في العمل.
ويتجاوز تأثير الفرقة أيضًا موسيقى الهيب هوب بطريقة فريدة من نوعها ففي الواقع تم الاستشهاد بالمجموعة باعتبارها مؤثرة من قبل فنانين متنوعين مثل اوتشر (تم اختيارهم في أول تموروز بارتيز في عام 2003) ونرفانا (تم ذكر إت تيكس أ نيشن أوف مليينز تو هولد أس باك بواسطة كرت كوبن ضمن ألبوماته المفضلة) وموبي (تم اختيار إت تيكس أ نيشن أوف مليينز تو هولد أس باك أيضًا كأحد ألبوماته المفضلة) وناين إنش نيلز (ذكرت الفرقة في اعتمادات بريتي هيت ماشين ) وبيورك (ضمت ريبل وذآوت أ باس في ذا بريزبلوك ميكس في يوليو 2007) وتريكي (قدم غلافًا لـبلاك ستيل في أور أف كياس وظهر في دو يو ونا غو أور واي) ??? فيديو) وذا برودجي (تضمن بابليك إنيمي رقم. 1 في ذا ديرتشيمبرسشنز فوليم ون) وبين هاربر وأندرغراوند ريزيستنس (استشهد به كل من ماد مايك وجف ميلز) وأورلاندو فورن وميا وأمون توبن وماثيو جونسون وأفكس تون (ويلكم تو ذا تيروردوم هو أول مسار تم تشغيله بعد المقدمة في مهرجان كوتشيلا في أبريل 2008) وريج أغنست ذا مشين (أخذوا عينات من المسار في أغنيتهم "رينيغيدس أف فانك") وبوركيباين تريس فير أوف بلانك بلانت، آند

## اتهامات بمعاداة السامية
في مقابلة أجريت عام 1989 مع صحيفة واشنطن تايمز اقتبس الصحفي ديفيد ميلز بعض الاقتباسات من مجلة بريطانية سُئلت فيها الفرقة عن رأيها في الصراع العربي الإسرائيلي. وعلق بروفيسور جريف قائلاً: "إن اليهود مسؤولون عن غالبية الشرور في العالم" (ص 113). 177) وهو اقتباس من كتاب اليهودي الدولي. وبعد فترة وجيزة أعرب تشاك دي عن اعتذاره نيابة عنه. وفي مؤتمر صحفي عقد في 21 يونيو 1989 أعلن تشاك دي طرد جريف من المجموعة وفي بيان صدر في 28 يونيو من قبل راسل سيمونز رئيس شركة تسجيلات ديف جام وشركة إدارة الفنانين راش ذكر أن تشاك دي قد حل فرقة بابليك إنيمي "لفترة غير محددة من الزمن". ومع ذلك بحلول 10 أغسطس نفى تشاك دي أنه قام بحل المجموعة، وصرح بأن جريف أعيد تعيينه كـ "رئيس أعلى للعلاقات المجتمعية المتحالفة" (على النقيض من منصبه السابق مع المجموعة كوزير للإعلام). وفي وقت لاحق نفى جريف أن يكون لديه آراء معادية للسامية واعتذر عن تصريحاته. وأعرب العديد من الأشخاص الذين عملوا مع بابليك إنيمي عن قلقهم بشأن قدرات تشاك دي القيادية ودوره كمتحدث اجتماعي.
في كتابه الصادر عام 2009 بعنوان أناليتيكسز انتقد جريف تصريحه الصادر عام 1989: "إذا أردت أن أقول إن اليهود مسؤولون عن أغلب الشرور التي حدثت في مختلف أنحاء العالم فلابد أن أعرف أغلب الشرور التي حدثت في مختلف أنحاء العالم، وهو أمر مستحيل... لست أفضل من يعلم. ثم ليس فقط لأنني أعلم ذلك بل لابد أن أعرف من هو جوهر كل المشاكل في العالم ثم ألوم اليهود وهو أمر غير صحيح". كما قال جريف إن كلماته لم تُنتزع من سياقها فحسب بل إن التسجيل لم يُنشر للجمهور للاستماع إليه دون تحيز.
وقد أدى الجدل والاعتذارات المقدمة من جانب جريف إلى دفع تشاك دي إلى الإشارة إلى الصحافة السلبية التي كانوا يتلقونها. وفي عام 1990 أصدرت فرقة بابليك إنيمي أغنية فردية بعنوان "مرحبًا بكم في تيروردوم" والتي تحتوي على الكلمات التالية: "الصلب ليس خيالًا / ما يسمى بالمجمد المختار / اعتذارات لمن يشاء / ومع ذلك فقد حصلوا علي مثل يسوع". وقد وصف ناقد الروك روبرت كريستجاو هذه الكلمات بأنها معادية للسامية حيث تشير إلى مفهوم "الشعب المختار" من خلال كلمات الأغنية "ما يسمى المختار" وقتل اليهود في السطر الأخير.
تناول مغني الراب آيس تي هذا الجدل في أغنيته ذيس ونز فور مي ضمن ألبومه جبل الجليد / حرية التعبير... فقط شاهد ما تقوله! وأعرب عن أسفه لأن أيا من مغني الراب الذين تحالفوا سابقا مع فرقة بابليك إنيمي أثناء نجاحهم لم يدافع عن بروفيسور جريف أثناء الجدل مدعيا أنه كان الوحيد الذي تحدث دفاعا عن جريف.
في عام 1999 أصدرت المجموعة ألبومًا بعنوان ذير إز أ بويسن غوينغ أون. وهو عنوان الأغنية الأخيرة في الألبوم هو "شهوة المحتال". وزعمت رابطة مكافحة التشهير (إيه دي أل) أن عنوان الأغنية كان تلاعبًا بالألفاظ على عنوان فيلم ستيفن سبيلبرغ قائمة شندلر حول الإبادة الجماعية لليهود في الحرب العالمية الثانية. وعلى نحو مماثل في عام 2000 أصدرت مجموعة فرعية من بابليك إنيمي تحت اسم كونفرنتيشن كامب وهو الاسم الذي اعتبرته إيه دي ال بمثابة تلاعب بمصطلح معسكر الاعتقال ألبومًا. حيث تتكون المجموعة من كايل جيسون تشاك دي (تحت اسم ميستاشوك) وبروفيسور جريف.

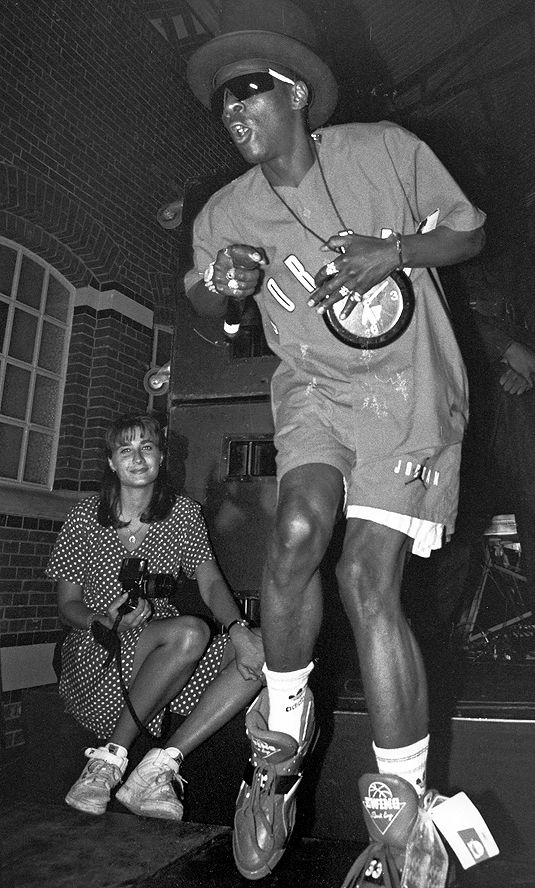
فلافور فلاف يؤدي عرضًا في مالمو بالسويد عام 1991

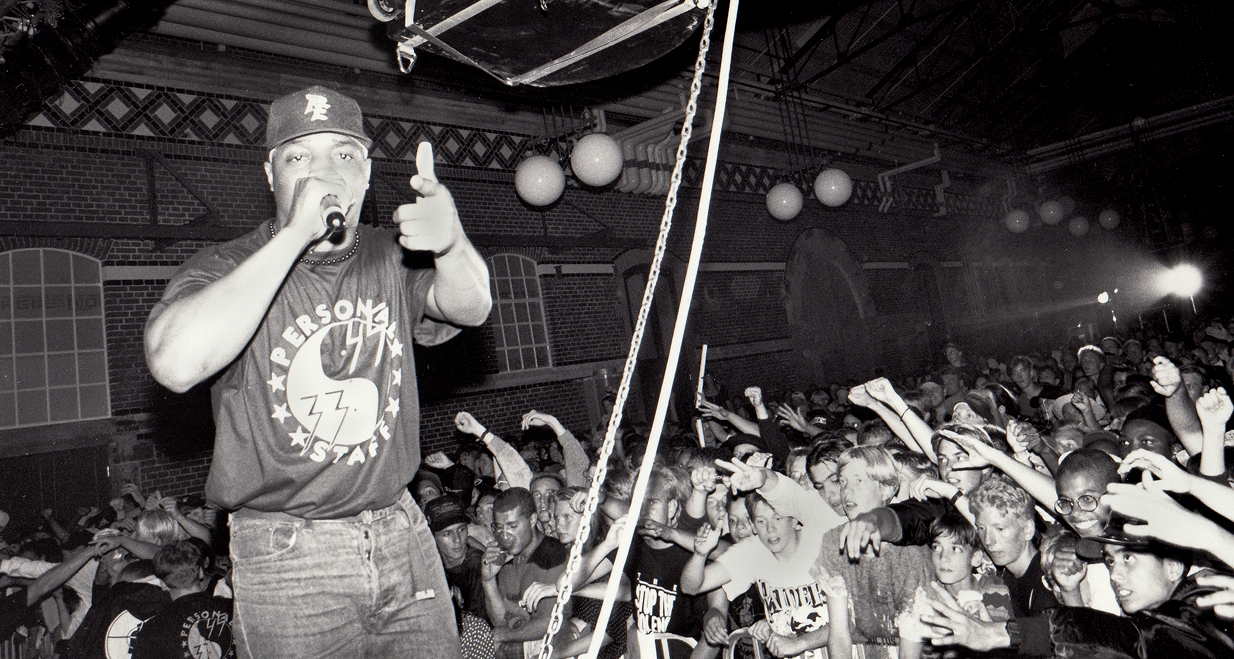
تشاك دي يؤدي عرضًا في مالمو بالسويد عام 1991

## أعضاء المجموعة

### الأعضاء الحاليين
- تشاك دي (كارلتون دي رايدنهور) – مقدم الحفل
- فليفر الفلاف (وليام جيه درايتون جونيور) - رجل الدعاية وعازف متعدد الآلات
- دي جي لورد (لورد أسوود) – دي جي
- دافي دي إم إكس (ديفيد فرانكلين ريفز جونيور) – باس
- تي بون موتا – طبول وإيقاع
- أس1دبليو
  - الأخ جيمس (جيمس نورمان)
  - الأخ مايك (مايكل ويليامز)
  - جيمس بومب (جيمس ألين)
  - المحقق (شون ك. كارتر)
  - بيج كاسبر (تراسي دي ووكر)
  - بوب ديزل (جون بوتش أوليفر)

### الأعضاء السابقين
- تيرميناتور اكس (نورمان روجرز) – دي جي ومنتج
- البروفيسور جريف (ريتشارد جريفين) – وزير الإعلام
- دي جي جوني "جوس" روزادو – دي جي وسكراتشنج ومشغل أسطوانات ومنتج
- الأخت سولجا (ليزا ويليامسون) - وزيرة الإعلام (حلت محل ريتشارد جريفين عندما غادر جريفين المجموعة)
- بريان هاردجروف – باس وجيتار
- مايكل فوكنر – طبول وإيقاع
- أس1دبليو
  - جاكوب "بيج جيك" شانكل
  - الأخ روجر (روجر تشيلوس)
- فرقة القنابل بامب
  - هانك شوكلي (جيمس هانك بوكسلي الثالث) *عضو أصلي
  - كيث شوكلي (كيث بوكسلي) *عضو أصلي
  - إريك "فيتنام" سادلر *عضو أصلي
  - غاري جي ويز (غاري رينالدو) (حل محل إريك سادلر عندما غادر سادلر المجموعة)

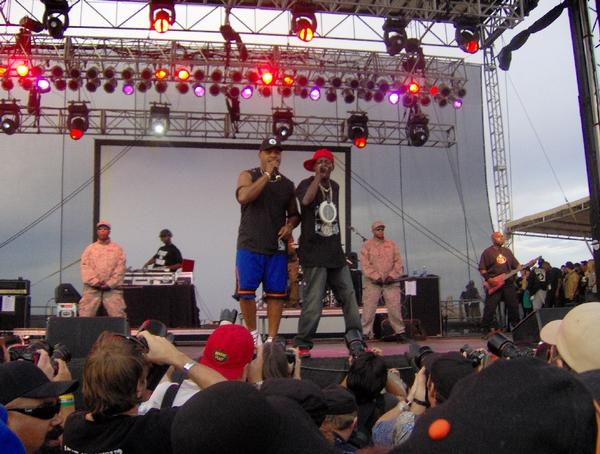
فرقة بابليك إنيمي تؤدي عرضًا في لاس فيغاس في أكتوبر 2007. من اليسار إلى اليمين: دي جي لورد ، تشاك دي ، وفلافور فلاف.

## قائمة أعمال الفرقة

### ألبومات الاستوديو
- يو! بوم راش ذا شو (1987)
- إن الأمر يتطلب أمة من الملايين لكي تمنعنا من التقدم (1988)
- الخوف من كوكب أسود (1990)
- نهاية العالم 91... العدو يضرب باللون الأسود (1991)
- فوضى في ساعة المرض والمرض (1994)
- هناك سم يحدث (1999)
- الثورة الثورية (2002)
- رائحة الدوامة الجديدة (2005)
- كيف تبيع روحك لشعب بلا روح باع روحه؟؟؟ (2007)
- لا يزال معظم أبطالي غير ظاهرين في نو ستامب (2012)
- الإمبراطورية الشريرة لكل شيء (2012)
- الرجل يخطط والله يضحك (2015)
- لا شيء سريع في الصحراء (2017)
- لاود إز نت إنف (2020) (تم إصداره تحت اسم Enemy Radio)
- ماذا ستفعل عندما ينقطع التيار الكهربائي؟ (2020)

### ألبومات التعاون
- ولادة أمة جديدة مع باريس (2006)

### ألبومات الموسيقى التصويرية
- لقد حصل على لعبة (1998)

## الجوائز والترشيحات

### جوائز جرامي
| سنة  | العمل المرشح                                | جائزة                                | نتيجة |
| ---- | ------------------------------------------- | ------------------------------------ | ----- |
| 1990 | "محاربة القوة"                              | أفضل أداء راب من قبل ثنائي أو مجموعة | رُشِّح   |
| 1991 | الخوف من الكوكب الأسود                      | أفضل أداء راب من قبل ثنائي أو مجموعة | رُشِّح   |
| 1992 | نهاية العالم 91... العدو يضرب باللون الأسود | أفضل أداء راب من قبل ثنائي أو مجموعة | رُشِّح   |
| 1993 | أعظم الأخطاء                                | أفضل أداء راب من قبل ثنائي أو مجموعة | رُشِّح   |
| 1995 | "أحدث الضوضاء" (مع أنثراكس )                | أفضل أداء معدني                      | رُشِّح   |

### جوائز الموسيقى الأمريكية
| سنة  | العمل المرشح                                        | جائزة                        | نتيجة |
| ---- | --------------------------------------------------- | ---------------------------- | ----- |
| 1989 | إن الأمر يتطلب أمة من الملايين لكي تمنعنا من التقدم | ألبوم الراب/الهيب هوب المفضل | رُشِّح   |
| 1991 | الخوف من الكوكب الأسود                              | ألبوم الراب/الهيب هوب المفضل | رُشِّح   |
| 1992 | نهاية العالم 91... العدو يضرب باللون الأسود         | ألبوم الراب/الهيب هوب المفضل | رُشِّح   |

### قاعة مشاهير الروك آند رول
تم إدخال فرقة بابليك إنيمي إلى قاعة مشاهير الروك آند رول في عام 2013.

## فهرس
- Chang, Jeff (2005). Can't Stop Won't Stop: A History of the Hip-Hop Generation. New York: Picador. ISBN:0312425791.
- Chuck D: Lyrics of a Rap Revolutionary, Off Da Books, 2007 (ردمك 0-9749484-1-1)
- Chuck D with Yusuf Jah, Fight the Power, Delacorte Press, 1997 (ردمك 0-385-31868-5)
- Fuck You Heroes, Glen E. Friedman Photographs 1976–1991, Burning Flags Press, 1994, (ردمك 0-9641916-0-1)
- Serpick, Evan. "Public Enemy Look Back at 20 Years of 'By the Time I Get to Arizona'." Spin. Spin, November 10, 2011. Web.
- White, Miles. Race, Rap and the performance of Mascinity in American Popular Culture. 2011. University of Illinois. Urbana. (ردمك 978-0-252-07832-3)ISBN 978-0-252-07832-3

## روابط خارجية
- بابليك إنيمي على أول ميوزيك
- Videos